# Asian Le Mans Series 2018-19

Asian Le Mans Series 2018-19 är den sjunde säsongen av den asiatiska långdistansserien för sportvagnar och GT-bilar, Asian Le Mans Series. Säsongen omfattar fyra deltävlingar som körs under hösten/vintern 2018/2019.

## Tävlingskalender
| Datum            | Bana                           | Segrare LMP2 – Team                         | Segrare LMP3 - Team                          | Segrare GT – Team                         | Segrare GT Cup - Team             |
| Datum            | Bana                           | Segrare LMP2 – Förare                       | Segrare LMP3 - Förare                        | Segrare GT – Förare                       | Segrare GT Cup - Förare           |
| ---------------- | ------------------------------ | ------------------------------------------- | -------------------------------------------- | ----------------------------------------- | --------------------------------- |
| 25 november 2018 | Shanghai International Circuit | Spirit of Race                              | Inter Europol Competition                    | CarGuy Racing                             | Modena Motorsports                |
| 25 november 2018 | Shanghai International Circuit | Pipo Derani Côme Ledogar Alexander West     | Martin Hippe Jakub Smiechowski               | James Calado Kei Cozzolino Takeshi Kimura | Philippe Descombes Benny Simonsen |
| 9 december 2018  | Fuji Speedway                  | Algarve Pro Racing                          | United Autosports                            | CarGuy Racing                             | Inga deltagare                    |
| 9 december 2018  | Fuji Speedway                  | Harrison Newey Andrea Pizzitola             | Matthew Bell Kay Van Berlo Christian England | James Calado Kei Cozzolino Takeshi Kimura | Inga deltagare                    |
| 12 januari 2019  | Chang International Circuit    | United Autosports                           | United Autosports                            | CarGuy Racing                             | Inga deltagare                    |
| 12 januari 2019  | Chang International Circuit    | Philip Hanson Paul di Resta                 | Wayne Boyd Chris Buncombe Garett Grist       | James Calado Kei Cozzolino Takeshi Kimura | Inga deltagare                    |
| 24 februari 2019 | Sepang International Circuit   | Algarve Pro Racing                          | Inter Europol Competition                    | CarGuy Racing                             | Inga deltagare                    |
| 24 februari 2019 | Sepang International Circuit   | Ate de Jong Harrison Newey Andrea Pizzitola | Martin Hippe Jakub Smiechowski               | James Calado Kei Cozzolino Takeshi Kimura | Inga deltagare                    |

## Slutställning
| Klass | Förare                                    | Team                      |
| ----- | ----------------------------------------- | ------------------------- |
| LMP2  | Philip Hanson Paul di Resta               | United Autosports         |
| LMP3  | Martin Hippe Jakub Smiechowski            | Inter Europol Competition |
| GT    | James Calado Kei Cozzolino Takeshi Kimura | CarGuy Racing             |